# Нью-Гларус (Вісконсин)
Нью-Гларус (англ. New Glarus) — селище (англ. village) в США, в окрузі Ґрін штату Вісконсин. Населення — 2266 осіб (2020).

## Географія
Нью-Гларус розташований за координатами 42°48′46″ пн. ш. 89°38′1″ зх. д. / 42.81278° пн. ш. 89.63361° зх. д. (42.812882, -89.633637).  За даними Бюро перепису населення США в 2010 році селище мало площу 4,61 км², уся площа — суходіл.

## Демографія
Згідно з переписом 2010 року, у селищі мешкали 2172 особи в 895 домогосподарствах у складі 569 родин. Густота населення становила 471 особа/км².  Було 948 помешкань (206/км²).
Расовий склад населення:
| - 96,9 % — білих - 0,6 % — чорних або афроамериканців - 0,6 % — азіатів - 1,2 % — осіб інших рас |

До двох чи більше рас належало 0,6 %. Частка іспаномовних становила 2,6 % від усіх жителів.
За віковим діапазоном населення розподілялося таким чином: 23,3 % — особи молодші 18 років, 58,6 % — особи у віці 18—64 років, 18,1 % — особи у віці 65 років та старші. Медіана віку мешканця становила 40,5 року. На 100 осіб жіночої статі у селищі припадало 92,2 чоловіків;  на 100 жінок у віці від 18 років та старших — 87,2 чоловіків також старших 18 років.
Середній дохід на одне домашнє господарство  становив 70 374 долари США (медіана — 59 223), а середній дохід на одну сім'ю — 80 944 долари (медіана — 72 159). Медіана доходів становила 47 604 долари для чоловіків та 43 472 долари для жінок. За межею бідності перебувало 7,2 % осіб, у тому числі 7,0 % дітей у віці до 18 років та 2,8 % осіб у віці 65 років та старших.
Цивільне працевлаштоване населення становило 1092 особи. Основні галузі зайнятості: освіта, охорона здоров'я та соціальна допомога — 25,5 %, виробництво — 12,9 %, роздрібна торгівля — 11,1 %.